# 趙弘
趙 弘（ちょう こう、? - 184年）は、中国後漢時代末期の武将。南陽黄巾軍（黄巾賊）の指揮官の1人。

## 正史の事跡
| 姓名         | 趙弘                         |
| 時代         | 後漢時代                     |
| 生没年       | 生年不詳 - 184年（中平元年） |
| 字・別号     | 〔不詳〕                     |
| 出身地       | 〔不詳〕                     |
| 職官         | 〔黄巾軍指揮官〕             |
| 爵位・号等   | -                            |
| 陣営・所属等 | 張角                         |
| 家族・一族   | 〔不詳〕                     |

中平元年（184年）、南陽黄巾軍の張曼成配下として宛城に籠り、官軍の朱儁らと対峙した。張曼成が南陽太守の秦頡によって戦死すると、趙弘は張曼成の後を継いで指揮官となり、黄巾軍をまとめて宛城に立て籠もった。官軍の包囲を数ヶ月耐えるが、更迭の噂に焦った朱儁に急遽攻撃されたことで戦死する。

## 物語中の趙弘
小説『三国志演義』では同僚の韓忠、孫仲と共に宛城に立て篭もり、官軍の朱儁・劉備と戦っている。降伏を許されなかったため徹底抗戦するが、加勢に現れた孫堅に討たれる。